# Kostel Spasitele (Dornbirn)
Kostel Spasitele je sakrální stavba vybudovaná v rakouském městě Dornbirn ležící na západě této země, u Bodamského jezera, při hranicích se Švýcarskem a Lichtenštejnskem.

## Historie
Pozemky, na kterých budova stojí, získala církev 5. května 1919. Budování svatostánku plánovali místní věřící financovat rovněž z prostředků od švýcarských protestantských církví a z německého spolku Gustav-Adolf-Werk (GAW). Finance připravené na stavbu kostela ovšem znehodnotila inflace, která Rakousko po první světové válce postihla. Od 27. dubna 1924 získali věřící pro svá shromáždění alespoň prostor v modlitebně v nedaleké obci Lustenau.
Změna nastala ke konci dvacátých let 20. století. V tu dobu byl zdejším kazatelem Helmuth Pommer, který se znal s německým architektem Otto Bartningem. Když ještě Pommer působil v české Smržovce v Jizerských horách, nechal Bartninga navrhnout kapli pro Tesařov. Architekt při projektování kostela v Dornbirnu vycházel z tesařovské stavby, kterou pouze mírně upravil. Dne 11. května 1930 byl položen základní kámen kostela Spasitele a slavnostní otevření stavby se uskutečnilo 19. dubna 1931.